# Gianluca Buonanno
Pour les articles homonymes, voir Buonanno.
Gianluca Buonanno est un homme politique italien, membre de la Ligue du Nord (LN), né le 15 mai 1966 à Borgosesia et mort le 5 juin 2016 à Gorla Maggiore.

## Biographie
D'un père artisan et avec un grand-père originaire des Pouilles, Gianluca Buonanno s'inscrit à 16 ans au Mouvement social italien, par admiration pour Giorgio Almirante.
Après avoir été élu local d'Alliance nationale, il rejoint en 2002 la Ligue du Nord et devient député national des XVe et XVIIe législatures pour la deuxième circonscription du Piémont.
Il est également élu maire de Varallo Sesia (province de Verceil) en 2002, et réélu en 2007. 
Il est élu député européen le 25 mai 2014. La même année, il est élu maire de Borgosesia.
Il meurt le 5 juin 2016, à l'âge de 50 ans, dans un accident de voiture près de Gorla Maggiore,.